# Bolong (dinosaure)
Pour les articles homonymes, voir Bolong (homonymie).
Bolong yixianensis
Genre
Espèce
Bolong (signifiant littéralement « petit dragon ») est un genre éteint de dinosaures iguanodontes découvert en Chine dans la formation géologique d'Yixian (Ouest du Liaoning) datant du Crétacé inférieur. Il vivait voici environ 125 millions d'années au début de l'Aptien.

## Découverte et dénomination
Son nom lui a été donné en 2010 par Wu Wen-hao, Pascal Godefroit et Dong-yu Hu, et la seule espèce connue (l'espèce type) est Bolong yixianensis. Le nom du genre vient du chinois Bao, « petit », et de lung, « dragon », ce qui fait référence à sa petite taille pour un hadrosauroïde. Le nom de l'espèce fait allusion à la formation d'Yixian qui est l'endroit du Liaoning où il a été découvert. Le fossile holotype, YHZ- 001, se compose d'un crâne avec une mâchoire inférieure dont il manque une partie centrale. Le fossile a été fortement écrasé.
En 2013, Wenjie Zheng et ses collègues ont décrit un deuxième spécimen, ZMNH-M8812, composé du squelette presque complet d'un très jeune animal. Il a été découvert par un paysan dans le village de Xitaizhi.

## Description
Bolong était un hadrosauroïde relativement petit avec une longueur estimée à plusieurs mètres et un poids à 200 kg. La tête est convexe et assez trapue avec une mâchoire inférieure puissante. Les dents sont relativement grandes. Les différentes autapomorphies (traits dérivés uniques) qu'on a pu établir sont : une cavité à l'interface de l'os lacrymal, l'os maxillaire, la branche arrière de l'os préfrontal, constituant une cavité avant-arrière profondeur au-dessus des bords de l'orbite de l'œil prise, la saillie inférieure de l'os prédentaire s'étendant vers l'arrière parallèlement au bord inférieur, l'interface de l'os prédentaire qui occupe moins de deux tiers de la hauteur de la dentition de sorte que l'extrémité avant de celle-ci dépasse d'un tiers l'os prédentaire, et que les dents dans le maxillaire ont des couronnes dentaires dont l'arête principale se courbe à l'extrémité de la dent.
Le second échantillon a montré une autre autapomorphie : l'intérieur des dents maxillaires est épaissi et clos à partir des bords tranchants avant et arrière et est divisé en deux par un rebord vertical impressionnant.

## Phylogénie
En 2012, Wenhao et Godefroit placent Bolong comme l'hadrosauroïde le plus basal :
- Hadrosauriformes
  - Iguanodontidae
    - Iguanodon
    - 
      - Ouranosaurus
      - Mantellisaurus

  - Hadrosauroidea
    - Bolong
    - 
      - Equijubus
      - 
        - Jinzhousaurus
        - 
          - Altirhinus
          - 
            - Batyrosaurus
            - 
              - Probactrosaurus
              - 
                - Eolambia
                - 
                  - Protohadros
                  - 
                    - Bactrosaurus
                    - Levnesovia
                    - 
                      - Shuangmiaosaurus
                      - 
                        - Tethyshadros
                        - 
                          - Telmatosaurus
                          - Hadrosauridae